# Кронстрём, Биргит
Би́ргит Кро́нстрём (швед. Birgit Kronström, 21 февраля 1905, Гельсингфорс, Великое княжество Финляндское — 23 июля 1979, Хельсинки, Финляндия) — финская актриса и певица шведского происхождения.

## Биография
В молодости Биргит Кронстрём обучалась пению в Консерватории и актёрскому мастерству в Шведской театральной школе. В этот период она участвовала в различных постановках в Шведском театре в Хельсинки, а также в ряде театров Стокгольма.
Актриса снималась преимущественно в комедиях. Её первая роль в кино — в фильме «Вошёл ли я в гарем» (1932), в котором снялись также Йоэль Ринне и Кайсу Леппянен. Следующая роль — в фильме Ристо Орко «Я и министр», также с Йоэлем Ринне. В 1938 году Кронстрём сыграла ещё в одном фильме Орко — «Звезда марки». Её партнёрами были такие известные актёры как Ууно Лааксо, Куллерво Кальске и Ирма Сейккула.
В годы Войны-продолжения Кронстрём снялась в фильмах «Поретта», «Счастливый министр» и «Семейное предприятие», в двух последних её партнёром был Тауно Пало. В 1950-е актриса снимается в двух финских фильмах — в комедии «Amor hoi», также с Тауно Пало, и в драме «Свадебный венок». Последняя значительная роль — в шведском фильме «Девушка во фраке» (1956).
Из песен, исполненных Кронстрём в фильмах, наиболее известны Katupoikien laulu ("Песня уличных мальчишек"), Itke en mä lemmen tähden и Amor hoi.
Сын Биргит Кронстрём — известный эстрадный певец 1960-х годов Джонни Форселл.

## Дискография
- Markan tähden / Päin onnen rantaa (Columbia DY 187 • 1938)
- Shampanjakuhertelua (Odeon A 228611 • 1942), с Тауно Пало
- Pikku Annikki (Odeon A 228645 • 1942)
- Hetkinen rakkautta (Odeon A 228660 • 1942), с Тауно Пало
- Säg de med en rumba (Columbia DY 379 • 1942)
- Itke en lemmen tähden (Columbia DY 385 • 1942)
- Katupoikien laulu (Columbia DY 387 • 1942)
- Amor hoi (Leijona T 0502 • 1950)

## Фильмография
- Вошёл ли я в гарем! (1932)
- Я и министр (1934)
- Звезда марки (1938)
- Со стороны кухни (1940)
- Тётя Эулалия (1940)
- Поретта (1941)
- Счастливый министр (1941)
- Семейное предприятие (1942)
- Конокрад (1943)
- Семнадцатилетняя Ирмели (1948)
- За зеркалом улицы, или Идиллия прошлых лет (1949)
- Amor hoi! (1950)
- Свадебный венок (1954)
- Девушка во фраке (1956)

## Награды
- Медаль «Pro Finlandia» (1958, Финляндия)[2]

## Видео
- «Песня уличных мальчишек» из к/ф «Счастливый министр» (1941), версия 1
- «Песня уличных мальчишек», версия 2